# シャニダール洞窟
シャニダール洞窟（英語: Shanidar Cave; クルド語: Şaneder or Zewî Çemî Şaneder; アラビア語: كهف شاندر）は、イラク北部のクルディスタン地域にある考古遺跡。洞窟内部から、3万5000年前から6万5000年前にかけての、ネアンデルタール人の人骨10体（うち4体はほぼ完全な骨格）が発見されたことで知られている。
当地で発掘された「シャニダール1号」と「シャニダール4号」は、ネアンデルタール人のうち最も知られた個体である。「シャニダール1号」は生涯を通じて複数の傷を負いながら、おそらくは仲間たちの治療によって生き延びた。「シャニダール4号」の周囲の土壌からは花粉が発見されたが、それが葬儀の存在によるものか、動物の活動の結果によるものかは議論がある。
この遺跡はアルビール県のザグロス山脈中、大ザブ川（上ザブ川） (Great Zab) の近くに位置する。また、この洞窟にはネアンデルタール人より時代の下る先土器新石器時代A（プロト新石器時代）の墓地もあり、そのうちの1つは1万600年前のもので、35人が葬られている。

## ネアンテルダール人の人骨

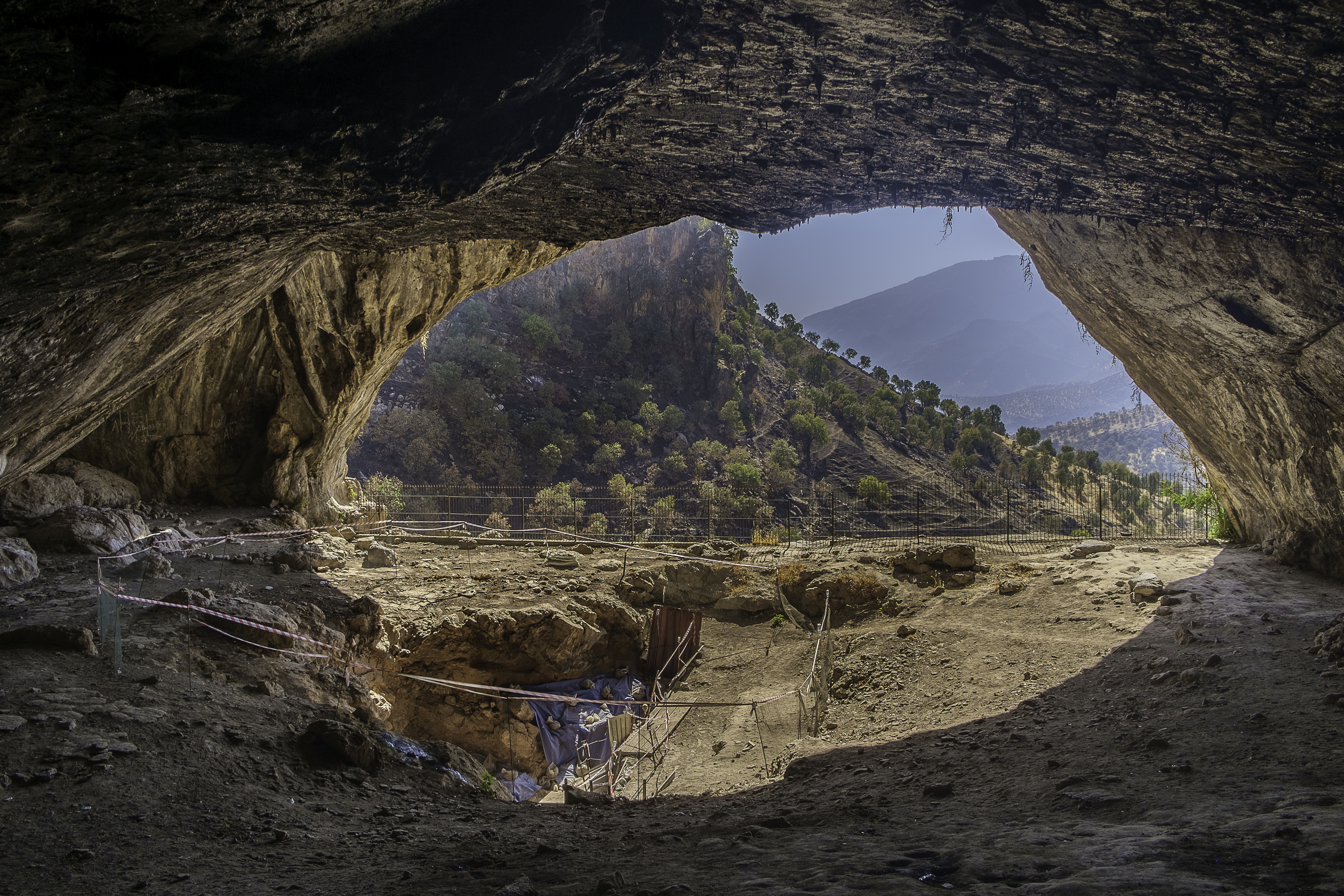
洞窟内部

この遺跡では、10体のネアンデルタール人の遺骨がムスティエ文化の地層から発見されている。この層からはまた、尖頭器・サイドスクレイパー・剥片など数百点の石器や、パサン（ノヤギ）やギリシャリクガメといった動物の骨が見つかっている:9–14
シャニダール1号からシャニダール9号までの最初の9体は、1957年から1961年にかけて、ラルフ・ソレッキとコロンビア大学からのチームによって発掘された:16。シャニダール3号人骨は、スミソニアン博物館が所有している。その他（シャニダール1号、2号、4-8号）はイラクで保有されていたが、おそらくは2003年のイラク戦争時の略奪によって失われ (Archaeological looting in Iraq) 、スミソニアン博物館に鋳型モデル（キャスト）が残るのみとなっている。
2006年、スミソニアン博物館に所蔵されていた、シャニダール洞窟出土の動物の骨を整理していたメリンダ・ジーダー (Melinda Zeder) は、10体目となるネアンデルタール人の下肢と足の骨 (leg and foot bones) を発見した。これは「シャニダール10号」と呼ばれている。

### シャニダール1号

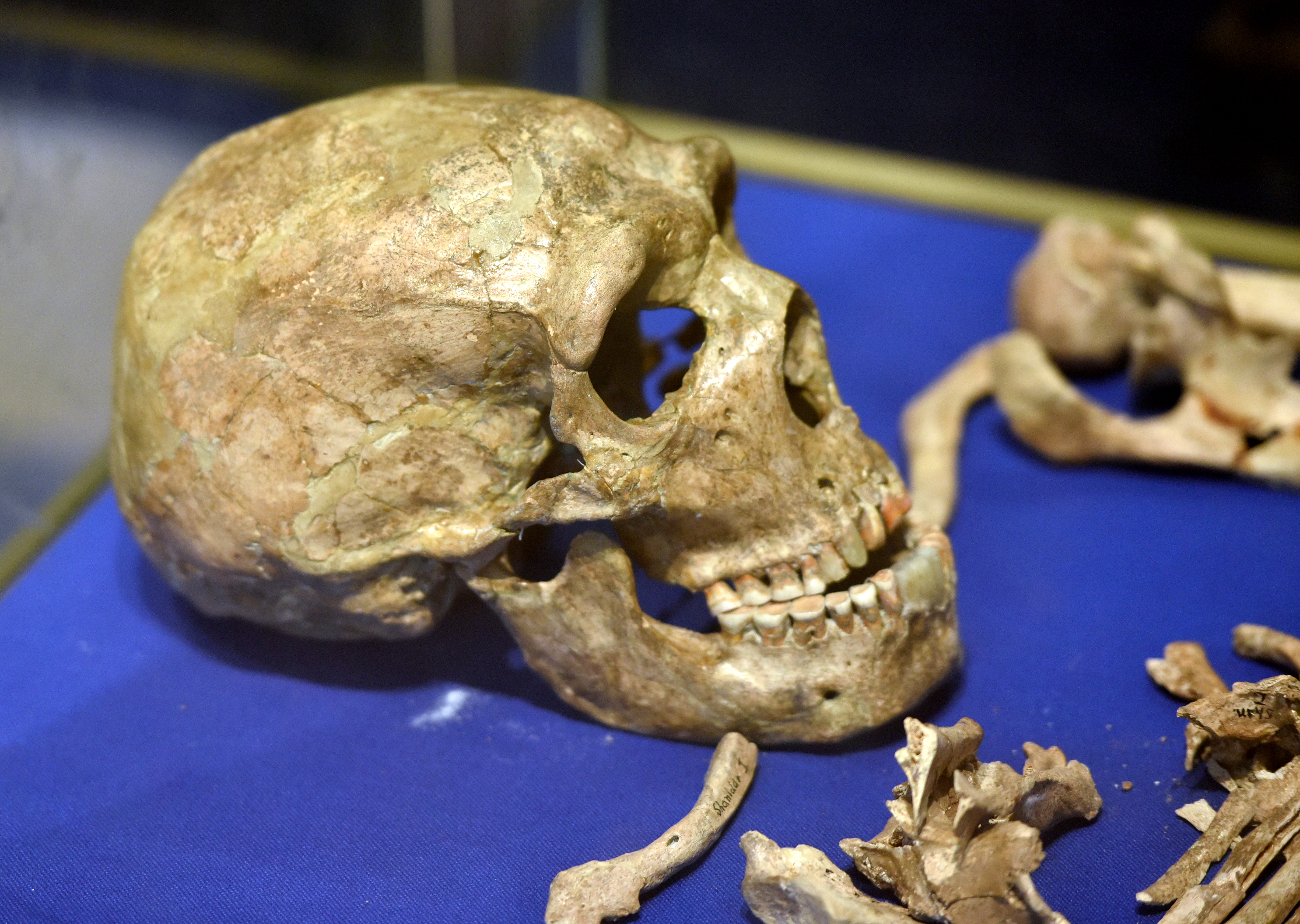
発見された人骨

シャニダール1号 (Shanidar 1) は、高齢のネアンデルタール人男性で、発掘者からは「ナンディ」(Nandy) という名で呼ばれた。彼の年齢は40歳から50歳の間で、ネアンデルタール人としては十分に高齢であり、深刻な変形（奇形）のしるしが見られた。彼は洞窟から発見された4体の十分完全な骨格の1つであるが、外傷性の異常を負っており、日常生活を痛みに満ちたものにしたであろう消耗を示していた。
彼は人生のいずれかの時点で顔面の左側に激しい打撃を受け、左眼窩を粉砕骨折した。これは、片目の部分的な、あるいは完全な盲目をもたらしたであろう。彼の右腕は、数か所にわたって骨折と治癒の痕跡があり、さらには下腕と手が失われていた。これは先天性のもの、小児期の疾患や外傷によるもの、成長後の切断によるもののいずれかであると考えられている。腕は治癒していたが、負傷は彼の右半身に麻痺をもたらしたらしく、彼の下肢と足の変形につながった。歩行は足を引きずるものとなり、顕著に痛みを伴ったであろう。
死に至るまでの長い生涯に受けたこれらの傷は、すべて広範な治癒を示している。このことから、ネアンデルタール人たちは病人や高齢者の世話をし、集団の中で気遣ったという推測もおこなわれている。ただし、外傷と治癒の双方を示すネアンデルタール人人骨は、シャニダール1号が（この遺跡のみならず）すべて考古資料において唯一の事例である。

### シャニダール2号
シャニダール2号 (Shanidar 2) は成人男性で、彼の頭蓋骨と骨が粉砕されていることから、明らかに洞窟内で岩が崩落して死んだのであろうと考えられている。彼の埋葬地点の上にはチャートから作られた小さな石積みがあり、また、埋葬地には大きな焚き火の跡があったことから、葬儀によって見送られた証拠とされる。

### シャニダール3号
シャニダール3号 (Shanidar 3)は40歳から50歳の成人男性で、シャニダール1号および2号と同じ墓穴から見つかった。左第九肋骨を損傷しており、このことは先端の尖った道具による刺し傷からの合併症で死亡したことを示唆している。傷の周りの骨の成長からは、シャニダール3号が物体を体内に埋め込んだまま、負傷後少なくとも数週間は生存していたことが示されている。傷の角度は、これが自己刑罰でないならば、他者による意図的もしくは偶発的な刺突と一致している。近年の研究では、傷が長距離射撃によるものである可能性も示唆されている。同時期に西アジアに存在した初期のホモ・サピエンスはおそらく射撃武器を用いており、種の間の抗争が引き起こされたという見解もある。化石に残る人類の記録の上で、個人間ないしは生物種の間の暴力の最初の例である可能性があり、ネアンデルタール人の中で唯一の事例である。
また、シャニダール3号は足の骨折や捻挫から生じる退行変性関節疾患 (DJD) を患っていた。これは痛みをもたらし、動きは限られたものとなったであろう。シャニダール3号人骨は、ワシントンD.C.にある国立自然史博物館（スミソニアン博物館群の一つ）の Hall of Human Origins に展示されている。

### シャニダール4号
シャニダール4号 (Shanidar 4)は、30歳から45歳の成人男性である。1960年、ソレッキによって発見された際には、左側を下にして、部分的に胎児のような姿勢 (Fetal position) で葬られていた。
シャニダール4号は長年にわたり、ネアンデルタール人が埋葬のための儀式を行ったことの強力な証拠を示していると考えられてきた。人骨の周りから土壌サンプルを採取することは所定の作業であり、花粉を分析することによって遺跡の古季候と植生の歴史を再構築するためのものであり、分析は発見後8年経ってから行われた。土壌サンプルのうち特に2つからは遺跡で見つかった通常の花粉に加えて花粉の完全な塊が発見され、しかもそれは被子植物全体（少なくともその花弁）が墓穴の中に持ち込まれたことを示唆していた。さらに花の種類を検討したところ、特定の薬効成分のために花が選ばれた可能性が示唆された。花粉の中に含まれていたセイヨウノコギリソウ、ヤグルマギク、Bachelor's buttons、St. Barnaby's Thistle、キオン属 (Ragwort or Groundsel)、ムスカリ（ブドウヒヤシンス）、Joint Pine or Woody Horsetail、タチアオイ属は、いずれも利尿薬、精神刺激薬、収れん作用薬、抗炎症薬として、古くからその治療効果が知られてきた植物であった。このことから、彼はおそらくシャーマンであり、シャニダールのネアンデルタール人の間で呪医 (Medicine man) としての役割を務めていたのではないかという推測も行われた。
しかしながら近年は、花粉が動物によって墓穴に持ち込まれたことを示唆する研究もあらわれている。付近にはペルシャスナネズミ (Persian jird) をはじめとするスナネズミ類の巣穴がいくつも発見されており、これらスナネズミは巣穴に種子や花を大量に保存することが知られている。このことは、洞窟内のほかの人骨の埋葬には同様の儀礼的な扱いが欠如していることについて、シャニダール4号の埋葬状況が文化的な起源に基づくのではなく自然に由来するものであるという主張の論拠に用いられている。 Paul B. Pettittは「花が意図的に置かれたものだという説はもはや説得力を失っている」と述べ、「墓穴の掘られた地層の微小動物相の調査からは、穴を掘るペルシャスナネズミ (Meriones persicus) の活動によって花粉が集積されたと示唆される。シャニダールにおいてありふれた微小動物相の活動であり、現在も観察することができる」としている。

## 関連文献
- Solecki, Ralph S. (1954年). “Shanidar cave: a paleolithic site in northern Iraq”. Annual Report of the Smithsonian Institution (Smithsonian Institution):  pp. 389–425
- Solecki, Ralph S.; Anagnostis P. Agelarakis (2004). The Proto-Neolithic Cemetery in Shanidar Cave. Texas A&M University Press. ISBN 1-58544-272-0
- T. D. Stewart, The Neanderthal Skeletal Remains from Shanidar Cave, Iraq: A Summary of Findings to Date, Proceedings of the American Philosophical Society, vol. 121, no. 2, pp. 121–165, 1977
- Erik Trinkaus, The Shanidar Neanderthals, Academic Press, 1983, ISBN 0-12-700550-1
- Erik Trinkaus and M. R. Zimmerman, Trauma among the Shanidar Neandertals, American Journal of Physical Anthropology, vol. 57, iss. 1, pp. 61–76, 1982
- Agelarakis A., "Proto Neolithic Human Skeletal Remains in the Zawi-Chemi Layer in Shanidar Cave".  Sumer XL:1-2 (1987–88): 7-16.
- Agelarakis A., "The Palaeopathological Evidence, Indicators of Stress of the Shanidar Proto-Neolithic and the Ganj-Dareh Tepe Early Neolithic Human Skeletal Collections". Columbia University, 1989, Doctoral Dissertation, UMI, Bell & Howell Information Company, Michigan 48106.
- Agelarakis A., "The Shanidar Cave Proto-Neolithic Human Population: Aspects of Demography and Paleopathology".  Human Evolution 8:4 (1993): 235-253.
- Agelarakis A., - Y. Serpanos "Inner Ear Palaeopathological Manifestations, Causative Agents, and Implications Αffecting the Proto-Neolithic Homo sapiens Population of Shanidar Cave, Iraq”.   Human Evolution 17 (2002).